# Fontaine-Lavaganne
Fontaine-Lavaganne – miejscowość i gmina we Francji, w regionie Hauts-de-France, w departamencie Oise.
Według danych na rok 1990 gminę zamieszkiwało 316 osób, a gęstość zaludnienia wynosiła 47 osób/km² (wśród 2293 gmin Pikardii Fontaine-Lavaganne plasuje się na 684. miejscu pod względem liczby ludności, natomiast pod względem powierzchni na miejscu 713.).